# Pseudachorudina
Genre
Pseudachorudina est un genre de collemboles de la famille des Neanuridae.

## Liste des espèces
Selon Checklist of the Collembola of the World (version du 2 novembre 2019) :
- Pseudachorudina alpina Stach, 1949
- Pseudachorudina angelieri Cassagnau, 1959
- Pseudachorudina berninii (Dallai, 1970)
- Pseudachorudina brunnea (Carpenter, 1925)
- Pseudachorudina dahli (Schäffer, 1898)
- Pseudachorudina evansi (Womersley, 1936)
- Pseudachorudina falteronensis (Denis, 1926)
- Pseudachorudina ignota Christiansen & Bellinger, 1980
- Pseudachorudina mabirensis (Philiptschenko, 1926)
- Pseudachorudina meridionalis (Bonet, 1929)
- Pseudachorudina nepalica Yosii, 1966
- Pseudachorudina osextara (Salmon, 1941)
- Pseudachorudina pacifica (Womersley, 1936)
- Pseudachorudina texensis Christiansen & Bellinger, 1980

## Publication originale
- Stach, 1949 : The Apterygotan Fauna of Poland in Relation to the World-Fauna of this group of Insects. Families: Neogastruridae and Brachystomellidae. Polska Akademia Umiej tno ci, Acta monographica Musei Historiae Naturalis, Kraków, p. 1-341.